# Sikó Barabási Sándor
Sikó Barabási Sándor (Marosvásárhely, 1956. július 19. –) erdélyi magyar állatorvos, állategészségügyi-, állattenyésztési- és környezetvédelmi szakíró.

## Életútja
Középiskoláit szülővárosában végezte, főiskolai tanulmányait (1977–1982) Jászvásárban (Iași), a Mezőgazdasági Egyetem Állattenyésztési és Állategészségügyi Karán. 1991-ben továbbképzésen vett részt a Gödöllői Agrártudományi Egyetemen, ahol elnyerte a "dr. universitatis" címet. 1992-ben leteszi a főorvosi vizsgát járványtanból (Jászvásár). 2006-ban elnyeri a mesteri fokozatot intézményigazgatásban. 2011-ben az Állatorvos tudományok doktora lesz (Kolozsvár).[forrás?]
1982–83-ban Csernátonban a sertéshizlalda állatorvosa volt, 1983–89 között Ozsdolán és Gelencén területi állatorvos, 1990-től Kovászna megye állat-egészségügyi laboratóriumában dolgozott. 1992-től a Kovászna megyei Állategészségügyi Igazgatóság járványtan szakosztályának vezetője, a megye állat-egészségügyi laboratóriumának főorvosa. 1992-től járványtani főorvos. 1998-ban az Országos fajlótenyésztési részvénytársaság vezérigazgatója (Bukarest). 2003-tól a Kovászna megyei Állategészségügyi és Élelmiszerbiztonsági Igazgatóság igazgató-főállatorvosa. Ezzel párhuzamosan 2009-től - Babeș–Bolyai Tudományegyetem sepsiszentgyörgyi kirendelt tagozat, Környezet-mérnöki szakon – egyetemi adjunktus (társoktató). 2018-től a SAPIENTIA Erdélyi Magyar Tudományegyetem sepsiszentgyörgyi Agrártudományi karának egyetemi adjunktusa (társoktató)

## Képzési helyei
- 2017 Maribor, Szlovénia - A méhészkedés és méhegészségügy uniós követelményei. Fontosabb méhbetegségek.
- 2015 Bruxelles - Az élelmiszerbíztonsági krizishelyzetek managelése
- 2013  Élelmiszerbíztonság vizsgálata és felügyelete. European Comission. Health and Consumers Executive Agency. Better Training for Safer Food, Budapest, Hungary
- 2007-2011 A kolozsvári Mezőgazdasági és Állatorvos-tudományi Egyetem, Parazitológiai Tanszékén - az állatorvostudományok doktora.
- 2007 Projekt Management Járványtani Sürgősségi Esetekre. Delaware Technical Community College, Proiect Management Institut – USA
- 2006 Közintézményi Management. Közgazdasági Egyetem Bukarest
- 2003-2005 A Közszolgáltatási Management. Mesterképzés. Közgazdasági Egyetem Bukarest, Világbank
- 2005 Codex Alimentarius, Élelmiszerbiztonság, HACCP. USDA Training, United States Depart. Of Agriculture
- 2004 Állategészségügyi Szakigazgatás. A Bayor Állategészségügyi szolgálat, Németország
- 2003 Állategészségügyi Szakigazgatás. Texas A&M Univ., USA-USDA
- 1998 Sertéspatológia szakképzés. Országos Állategészségügyi Laboratórium – Bukarest
- 1997 Sertéstartás- és szaporítás szakképzés.„Landwirtschaft-Agricultură-Mezőgazdaság” Alapítvány Románia, SUISEM, Knotwill, Svájc
- 1997 Állatjólét, állatvédelem szakképzés. RSPCA – Anglia
- 1995 Szarvasmarhatartás : technológia és egészségügy. „Landwirtschaft-Agricultură-Mezőgazdaság” Alapítvány Románia, HEKS Alapítvány Svájc
- 1994 Szarvasmarha és lóegészségügy szakképzés. Országos Állategészségügyi Laboratórium – Bukarest
- 1992 Járványtani főorvos szakvizsga. A Iasi Állatorvostudományi Egyetem, Románia
- 1992 Szarvasmarha tuberkulózis szakképzés. Országos Állategészségügyi Laboratórium – Bukarest
- 1990-1992 „dr. universitatis” posztgraduális képzés. A Gödöllő-i Agrártudományi Egyetem, Állatélettan valamint Vadbiológia Tanszék
- 1990 Kórbonctan és kórszövettan szakképzés. Országos Állategészségügyi Laboratórium – Bukarest
- 1990 Járványtani szakképzés. Országos Állategészségügyi Laboratórium – Bukarest
- 1977-1982 Állatorvostudományi Egyetem Iasi, Románia

## Munkássága
Kutatási területei: mikroszkopikus gombák (1978–80), a vadon élő állatok betegségei, zoonózisok járványtana, parazitozoonózisok-főként a cestodák által terjesztett betegségek, környezetszennyezés, ökotoxikológia, környezetvédelem, élelmiszerbiztonság stb.
Több mint 200 tudományos szakdolgozata jelent meg országos és nemzetközi szaklapokban. Cite Impact Factor : 14, Index Copernicus International (ICV) : 94.64
Szaktanulmányait a Magyar Parazitológusok Lapja, a "Magyar Állatorvosok Lapja" és a Revista de Medicina Veterinară közölte, egyéb írásai a Cimbora, a Megyei Tükör és a Háromszék c. lapokban és konferenciakötetekben jelentek meg (például :Erkrankung der Zootiere Verhandlungsbericht des 30. Int. Sympoz. Über die Erkrankungen der Zoo- und Wildtiere. Berlin, 1988, 1989, Parazitológiai vonatkozásban : Acta Hydatidosis Kenya, 2004; Journal of Hygiene and Public Health (2009), Parasitology Reasearch Journal, 2011; Parasitological Multicollocvium, 2014 ; Scientia Parasitologica, (2008, 2010, 2011, 2012); Experimental and Applied Acarology-Springer, 2012; Parasites & Vectors, 2014; Journal of Wildlife Diseases, 2014; országos és nemzetközi szimpóziumokon (Szófia, Berlin, 1988; Dortmund, Budapest, 1990, Kalifornia, 1995, Nairobi, 2004, Peking, 2011, Kolozsvár, 2014, Budapest, 2015 stb.) tartott előadásokat. Környezetvédelmi tematikában dolgozatai jelentek meg : Environment & Progress (2013), ECOTERRA - Journal of Environmental Research and Protection (2013), NATURA-ECON International Conference (2014), XIII. Nemzetközi Tudományos Konferencia a Kárpát-medence Ásványvizeiről (2017); International Journal of Speleology (2018) stb.
Közírói cikkei jelentek meg az Erdélyi Naplóban.
Számos nemzetközi szakmai konferencia szervezője.
Több mint 200 szakmai ismeretterjesztő előadása.
Munkásságát több mint 100 hazai és nemzetközi szakíró idézi.

## Szakmai elismerései
1996-ban a Román Állategészségügy Első osztályú szakmai kitüntetettje volt.
2008-ban a Magyar Állatorvosi Kamara szakmai és nemzetközi tevékenységéért  a  "HUTYRA FERENC" legmagasabb elismerésben részesítette.
2014-ben a kolozsvári  Mezőgazdaságtudományi és Állatorvosi Egyetem a szakmai és tudományos tevékenységéért  "HONORIS et GRATITUDINI" díjjal jutalmazta.
2020-ban a "Gheorghe Ionescu-Șișești" Román Mezőgazdasági és Erdészeti Akadémia díjazott "A vadon élő állatok patológiája" - című könyvért társszerzőként,

## Kötetei
- Egészséges állattenyésztés - egyedül, magyar nyelven (Sepsiszentgyörgy, 1995).
- A vadon élő állatok betegségeinek járványtani jelentősége - társszerzőként, román nyelven (Bukarest, 1997).
- A hólyagférgesség (echinococcus) járványtana - társszerzőként, román nyelven (Sepsiszentgyörgy, 2004).
- „Ha az lónak tetemi reszketnek .....” XVI. századi állatgyógyászati emlék Csíksomlyóról. Szemelvények Háromszék állatgyógyászatának történelméből, társszerzőként, magyar nyelven (Csíkszereda, 2009).
- A központi idegrendszer alveoláris echinococcusa - társszerzőként, angol nyelven (Springer-Verlag Berlin Heidelberg, 2014).
- Élmény és tanulás. Természettudományos nevelés a székelyföldi térségben (társszerző). A természetszeretet mint oktatás - fejezet. Pro Agricultura Hargitae Universitas Alapítvány, Magyar Tudomány Háza. Státus kiadó Csíkszereda, 2014
- A vadon élő állatok patológiája - társszerzőként, román nyelven (Transilvania Egyetemi Kiadó, Brassó - 2019) - A Román Mezőgazdasági és Erdészeti Akadémia "Gheorghe Ionescu-Șișești" által díjazott

## Tudományos társasági tagság
- 1982-től tagja az Országos Állatorvosi Társaságnak, később a berlini Természettudományi Akadémia, valamint több romániai és külföldi szakmai egyesület is levelező tagjává választotta.
- 1992-től a romániai Biológusok Társaságának tagja,
- 1992-től a romániai Állatvédő Társulat alapító tagja és 2004-ig elnöke,
- 1992-1999 között szaktanácsadó és előadó a román-svájci „Landwirtschaft-Agricultură-Mezőgazdaság” Alapítványnál,
- 1992-től a Román Parazitológiai Társaság alapító tagja, és a Román Parazitológiai Társaság szakfolyóiratának megalapítója,
- 1994-2004 – a romániai Magyar Agrárszakemberek Kovászna megyei elnöke és országos elnökségi tag,
- 1994-2000 – a romániai Állatorvosi Társulat Kovászna megyei fiókjának alelnöke,
- 1994-2000 - a romániai Állatorvosi Szakszervezet Kovászna megyei fiókjának alelnöke,
- 1996-tól a Magyar Állatorvosok Világszervezetének tagja, elnökségi tag 2008-2011,
- 1997-1998 – a Mezőgazdaság fejlesztésének Minisztériumi konzultatív tagja,
- 1999-től az „ECHINO-NEWS” Délkelet-európai és Balkán program megalapítója és vezetője,
- 2004-2011- a Magyar Állatorvosok Világszervezetének Kovászna megyei szervezetének elnöke,
- 2008-2011 - a Magyar Állatorvosok Világszervezetének elnökségi tagja, az erdélyi régió alelnöke,
- 2004-2006 – a román Országos Állatorvosi Kamara elnökségének tagja és a Kovászna megyei szervezet elnöke,
- 2004-től a Kovászna megyei Biotermelők társaságának alapító tagja,
- 2005-2009 az Országos Állategészségügyi Hatóság EU integrációs megbízottja,
- 2007- 2012 a Román Hidatidológiai Bizottság elnöke,
- 2008-tól a Magyar Parazitológusok Társaságának tagja,
- 2008-tól az Európai Élelmiszerlánc Parlament alapító tagja és a Kelet-Európai régióért felelő alelnöke, az élelmiszerlánc parazitás fertőzések veszélyelemző szakbizottságának vezetője
- 2010-től a ”Scientia Parasitologica” parazitológiai szaklap tanácsadója
- 2012-től  a Magyar Tudományos Akadémia külső köztestületi tagja
- 2013-tól a kolozsvári Akadémiai Bizottság és az Erdélyi Múzeum egyesület - Agrártudományi szakosztályának rendes tagja,
- 2016 januárjától a Magyar Állatorvosok Világszervezetének  alelnöke és az erdélyi régió elnöke.
- 2018 - az Erdélyi Magyar Állatorvosok Egyesületének alapító elnöke